# Jean Desmarets de Saint-Sorlin

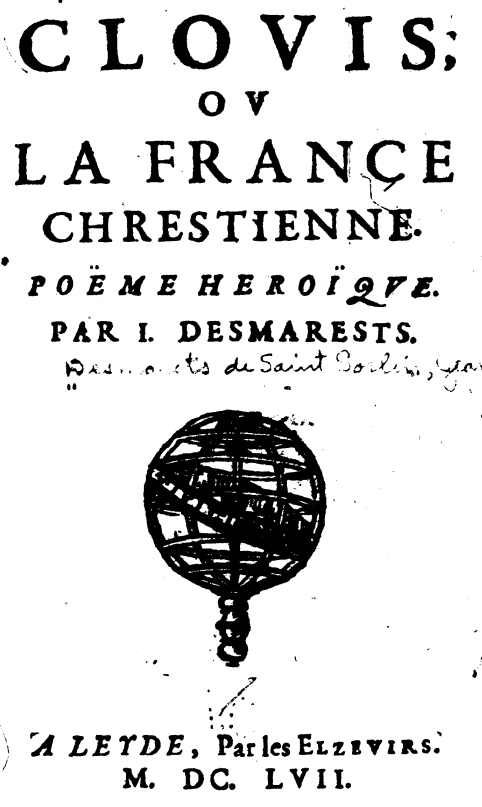
Clovis ou la France chrétienne (Chlodvík, aneb křesťanská Francie) titulní strana vydání z roku 1657

Jean Desmarets de Saint-Sorlin (1595, Paříž – 28. října 1676, Paříž) byl francouzský dramatik a jeden ze zakládajících členů francouzské akademie.

## Život
Jean žil v Hôtel de Rambouillet v Paříži. Pracoval na dvoře krále Ludvíka XIII. jako mimořádný kontrolor pro oblast války. Zároveň zastával i pozici generálního sekretáře námořnictva v Levantě. Ochrannou ruku nad ním držel jeho přítel kardinál Richelieu, který jej jmenoval jako jednoho ze zakládajících členů francouzské akademie (sedadlo č. 4) v roce 1634.
Věnoval se psaní románů a komedií, na podnět kardinála Richelieu zkusil psát tragédie. Dne 14. ledna 1641 bylo představením Jeanovy hry Mirame otevřeno nové divadlo du Palais-Royal v ulici Saint-Honoré.
V roce 1645 se stal více zbožným, což se odrazilo také na jeho tvorbě, která byla opřena o křesťanské motivy. Bojoval proti jansenismu. V roce 1657 vydal báseň Clovis ou la France chrétienne, zabývající se božským původem francouzských panovníků. Zemřel 28. října 1676 v Paříži.